# Liste preußischer Kriegsschiffe
Diese Liste soll alle preußischen Kriegsschiffe von 1701 bis 1871 erfassen und diese nach Typ sortieren. 1871 wurden viele der Schiffe in die Kaiserliche Marine übernommen. Viele Namen von älteren Schiffen wurden für Neubauten erneut verwendet, sodass es meist mehr als ein Schiff mit dem gleichen Namen gab.

## Fregatten und Korvetten

### Segelfregatten
- Gefion (erst Dänisch, dann ab 1849 Eckernförde beim Deutschen Bund, ab 1852 wieder Gefion)
- Niobe
- Thetis

### Gedeckte Korvetten
Arcona-Klasse:
- Arcona
- Elisabeth
- Gazelle
- Hertha
- Vineta

### Glattdeckskorvetten
Augusta-Klasse:
- Augusta
- Victoria

Nymphe-Klasse:
- Medusa
- Nymphe

### Segelkorvetten
- Amazone

## Kleine Seefahrzeuge

### Schoner
- Frauenlob
- Hela
- Stralsund

### Briggs
- Musquito
- Rover
- Undine

### Avisos
- Loreley
- Nix
- Salamander
- Preußischer Adler
- Falke
- Grille
- Pommerania

## Kanonenboote

### Kleines Kanonenboot
- Danzig Haffkanonenboot

### Flusskanonenboote
- Thorn (zeitweilig in Berlin stationiert und der Armee unterstellt)[1]
- Nr. 1 (Unterstellung wie SMS Thorn)[1]
- Nr. 2[1]

### Dampfkanonenboote
Camaeleon-Klasse (Kanonenboot I. Klasse):
- Basilisk
- Blitz
- Camaeleon
- Comet
- Cyclop
- Delphin
- Drache
- Meteor

Jäger-Klasse (Kanonenboot II. Klasse):
- Crocodill
- Fuchs
- Habicht
- Hay
- Hyäne
- Jäger
- Natter
- Pfeil
- Salamander
- Schwalbe
- Scorpion
- Sperber
- Tiger
- Wespe
- Wolf

## Artillerieschulschiff
- Renown

## Raddampfer
- Barbarossa
- Danzig (Nach Japan verkauft: Kaiten)

## Panzerschiffe

### Panzerfregatten
- Friedrich Carl (ab 1902 Neptun)
- Kronprinz
- König Wilhelm (bis 1897 Panzerfregatte, ab 1897 Panzerkreuzer)

### Turmschiff
- Arminius

### Widderschiff
- Prinz Adalbert

## Sonstige Fahrzeuge
- Mercur (Schulschiff)
- Elbe (ex Columba, Transportschiff der Ostasienexpedition 1859–1862)